# République de Crimée (1992-1994)
Pour les articles homonymes, voir Crimée (homonymie) et République de Crimée.
26 février 1992 – février 1994
Entités précédentes :
- République socialiste soviétique autonome de Crimée

Entités suivantes :
- République autonome de Crimée

La république de Crimée est une ancienne subdivision de l'Ukraine ayant existé de 1992 à 1994. La vie politique mouvementée de la république de Crimée est marquée par des volontés autonomistes et pro-russes. Certaines autorités criméennes héritières de la république socialiste soviétique autonome mettent ainsi en œuvre une série d'actions politiques (constitution, référendum, création du poste de président de la république de Crimée) qui sont annulées par la force le 17 mars 1995 par l'intervention d'unités spéciales ukrainiennes envoyées en Crimée) et à la suite de quoi est créée la république autonome de Crimée.

## Géographie
Le territoire de la république de Crimée est le même que celui de la république socialiste soviétique autonome de Crimée soit 26 945 km2 correspondant à la totalité de la péninsule de Crimée y compris la ville de Sébastopol, siège de la flotte russe en mer Noire et dont le statut est soumis à d'importantes discussions entre Moscou et Kiev.

## Histoire
À la suite de son référendum de 1991, la Crimée redevient une République Socialiste Soviétique Autonome en tant que sujet de l'Union Soviétique.
Six mois plus tard, de par la dislocation de l'Union soviétique, les républiques soviétiques autonomes subsistantes deviennent indépendantes. 
La RSSA de Crimée est dissoute le 26 février 1992 et remplacée par la République de Crimée. Le 5 mai 1992, l'autonomie de la république est proclamée, et une nouvelle constitution est adoptée.
Cependant celle-ci est amendée dès le lendemain afin de confirmer l'appartenance ukrainienne de cette nouvelle entité politique.
Cette velléité autonomiste est annulée le 19 mai par ses dirigeants à la demande appuyée du gouvernement ukrainien mais ce retour en arrière est condamné par les communistes de la péninsule qui en appellent à Kiev pour renforcer l'autonomie de la République.
Le 14 octobre 1993, plus d'un an après les événements politiques consécutifs à sa création, les autorités de la république de Crimée créent le poste de président de la république de Crimée qui ne connaitra qu'un seul représentant, Iouri Mechkov.
Cet événement sera la première étape d'une série de mesures autonomistes dans un sens pro-russe, amendements, référendum, qui se termine le 17 mars 1995 par une reprise en main politique de la part de Kiev (par l'intervention d'unités spéciales ukrainiennes envoyées en Crimée) avec la destitution du président puis l'abrogation de la constitution.
La république de Crimée devient la république autonome de Crimée en février 1994. Ce nouveau statut ne sera reconnu par la Russie qu'en 1997.